# День Красной Руки

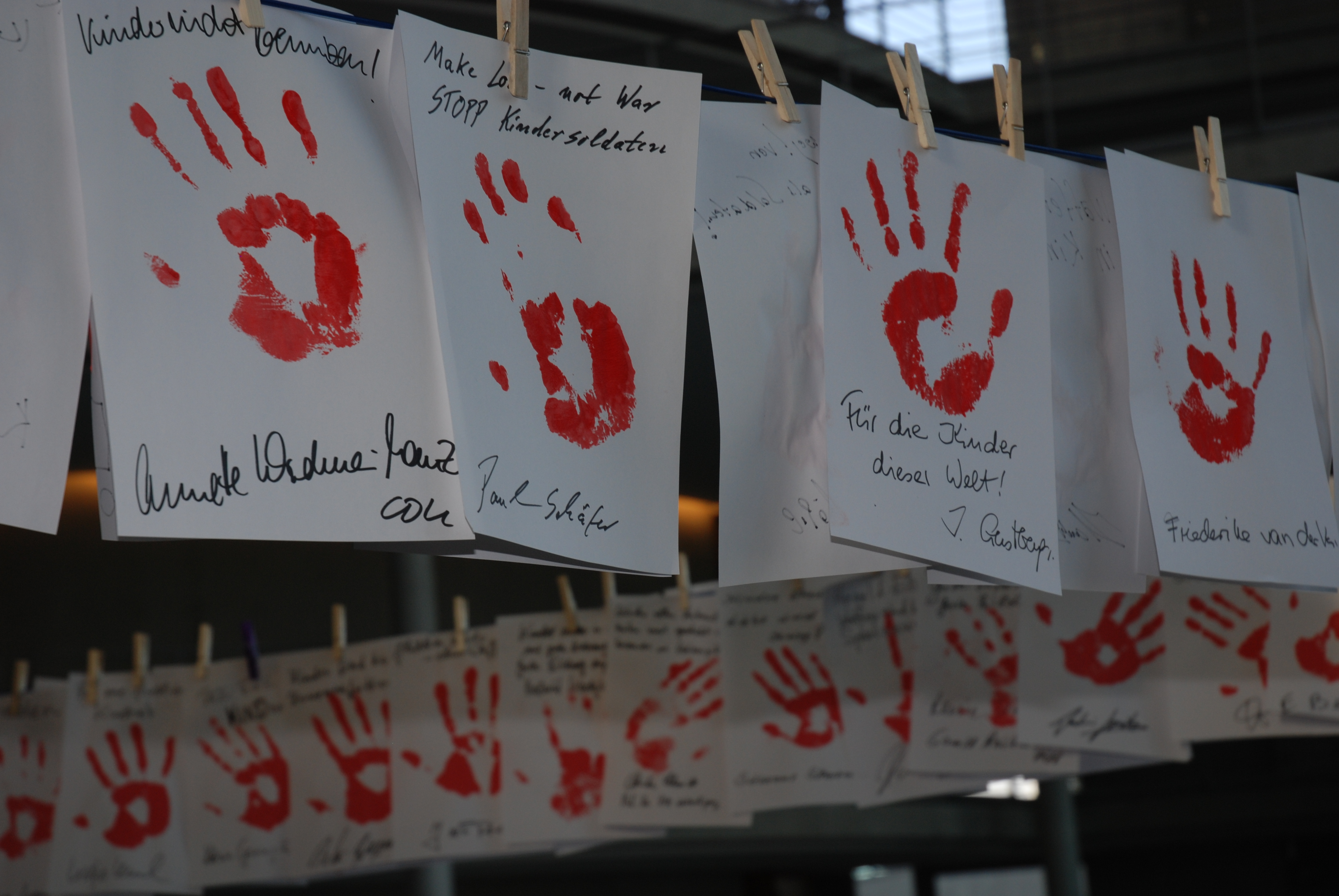

День Красной Руки отмечается 12 февраля каждого года как день памяти детей-солдат, вынужденных принимать участие в войнах и вооружённых конфликтах. Этот день — призыв к действиям против практики призыва несовершеннолетних, в поддержку детей, лишённых нормального детства из-за военных конфликтов на родине.

## Где вербуют детей
Детей используют как солдат, в том числе для вооружённых конфликтов, в Демократической Республике Конго, Руанде, Уганде, Судане, Кот-д’Ивуаре, Мьянме, Филиппинах, Колумбии и Палестине. Детей также принимают в бандформирования, из-за чего не представляется возможным подсчитать их точное количество. Общественным активистам удалось идентифицировать около 40 детей, которые были вовлечены в конфликт вооруженными формированиями ДНР и ЛНР, которые воюют в Донбассе. Более 17 стран мира официально принимают детей в армию. В 2009 году примерно 250 000 детей только по официальным данным находилось на воинской службе, причём треть из них — девочки.

## День Красной Руки
День Красной Руки был впервые отмечен в 2009 году, когда Факультативный протокол к Конвенции о правах ребёнка, касающийся участия детей в вооружённых конфликтах, вступил в силу (12 февраля 2009 года). Этот протокол был принят Генеральной Ассамблеей Организации Объединённых Наций в мае 2000 года, и в настоящее время имеет подписи из более чем 100 различных государств. Ряд международных организаций также выступает против использования детей-солдат. К таким организациям относятся Детский фонд Организации Объединённых Наций (ЮНИСЕФ), «Международная амнистия», «Terre des Hommes», Международный Красный Крест и Красный Полумесяц. Деятельность этих организаций описана в документе DDR: Разоружение, Демобилизация, Реинтеграция.
Содержание документа:
1. Вербовка детей.
2. Законность.
3. Красная Рука Кампания.
4. Последствия вербовки детей.
5. Примечания.

Подобные действия противоречат международному праву, правам человека и международному гуманитарному праву. В соответствии с дополнительными протоколами I и II к Женевских конвенций, принятой в 1977 году, дети, не достигшие возраста 15 лет, не подлежат вербовке в вооружённые силы или группы и им не разрешается принимать участие в военных действиях. «Факультативный протокол к Конвенции о правах ребёнка, касающийся участия детей в вооруженных конфликтах», принятый в 2000 году, предусматривает, что государства-участники принимают все возможные меры с целью обеспечить неучастие детей до 18 лет в военных действиях. В дополнение к этим правовым нормам, служба в армии признана наихудшей формой детского труда (Конвенция из Международной Организации Труда, принятая в 1999 году, признаёт принудительную или обязательную вербовку детей для использования в вооружённых конфликтах как одну из наихудших форм детского труда). В контексте настоящей Конвенции термин «ребёнок» применяется ко всем лицам, не достигшим 18 лет. Красная Рука с 2002 года проводит мероприятия 12 февраля. В 2008 году дети и подростки мира сами инициировали кампанию, поместив изображения Красной Руки на бумаге, баннерах и в личных сообщениях, призывающих к прекращению использования детей-солдат. В странах Гвинея и Кот-д’Ивуар были проведены сотни мероприятий, марши, петиции школы информационных программ, выставлены плакаты «красные руки» возле палат конгресса и парламентов. Свыше 250 000 изображений «красной руки» были собраны из 101 страны мира, чтобы доставить Генеральному секретарю ООН Пан Ги Муну в 5 часов вечера 12 февраля 2009 года в Нью-Йорк бывшим ребёнком-солдатом из Колумбии и Кот-д’Ивуара в сопровождении молодых активистов из Германии. Пан Ги Мун ответил, что это было впечатляюще, ООН полна решимости искоренить такие злоупотребления. После этого страны Сьерра-Леоне, Демократическая Республика Конго, Либерия и Кот-д’Ивуар были внесены в «чёрный список».